# آدم ديكسون
آدم ديكسون هو لاعب هوكي الجليد كندي، ولد في 13 أغسطس 1989 في ميدلاند في كندا.

## وصلات خارجية
- آدم ديكسون على موقع Paralympic.org (الإنجليزية)
- آدم ديكسون على موقع اللجنة البارالمبية الكندية (الإنجليزية)